# Kungsfågel
Kungsfågel (Regulus regulus) är en mycket liten tätting som numera oftast placeras i familjen kungsfåglar (Regulidae). Både dess vetenskapliga namn och dess svenska trivialnamn syftar på kunglighet och anspelar i förlängningen på kungsfåglarnas färgstarka gyllene hjässband. Arten delas in i en rad underarter med stor geografisk spridning som omfattar merparten av Eurasien och öarna i Makaronesien. Tidigare behandlades beståndet av kungsfåglar på Kanarieöarna som en egen art, men dessa fåglar inkluderas numera i kungsfågeln. De norra och östliga häckningsbestånden av kungsfågel är flyttfåglar, och övervintrar längre söderut, medan de sydligare är stannfåglar. Under stränga vintrar minskar de nordliga stannfågelsbestånden kraftigt.
Kungsfågeln är Europas minsta fågel med en längd på cirka nio centimeter och en vikt på fem till sex gram. Den har grönaktig ovansida, vitaktig undersida och dubbla vingband. Det grå ansiktet kontrasterar mot det svarta ögat och det färgstarka centrala hjässbandet, vilket är orange och gult hos hanen, men enbart gult hos honan. Hjässbandets korta fjädrar kan resas till en liten kam och används i uppvisningssyfte under häckningen. Kungsfågeln påminner om brandkronad kungsfågel och de båda arterna har till stor del överlappande europeiska utbredningsområden, men den senare skiljer sig ifrån kungsfågeln med sina bronsfärgade skuldror och tydliga huvudteckning. Kungsfågelns sång är ett antal upprepade tunna, höga toner som är något mer högfrekventa än de övriga släktingarnas sång. 
Kungsfågeln häckar i barrträd – i skogar eller parker – och bygger ett kompakt bo som placeras på en gren. Den lägger tio till tolv ägg per kull, som ruvas av honan. Ungarna tas om hand av båda föräldrar och en andra kull per säsong är vanligt förekommande. Under födosöket efter insekter rör kungsfågeln sig oavbrutet och vintertid kan den uppträda i större flockar tillsammans med mesar och andra mindre tättingar. Den är bytesdjur för flera olika rovfåglar och utsätts även för parasitangrepp. Dess stora utbredningsområde, tillsammans med en stor global population gör att IUCN inte anser att arten är hotad utan kategoriserar den som livskraftig (LC).

## Utseende och läte
Kungsfågeln är Europas minsta fågel med en längd på 8,5–9,5 centimeter, ett vingspann på 13,5–15,5 centimeter och en vikt på 4,5–7,0 gram. Dess morfologi, det vill säga utseende och kroppsbyggnad, påminner om vissa sångares med olivgrön ovansida, vitaktig undersida, dubbla vingband och grått ansikte med kontrasterande svart öga. På hjässan har den ett färgstarkt centralt hjässband kantat av ett ganska brett svart fält.  
Hanens hjässband är gult med en orange mitt medan honans är helt gult. Under parningsleken reser den på de korta hjässfjädrarna vilket gör den orange delen mycket mer tydlig hos hanen. Den har en liten tunn svart näbb och mörkbruna ben. Förutom det centrala hjässbandet så är fjäderdräkten lika hos båda könen, honan i fräsch dräkt kan dock vara något ljusare på ovansidan och ha en något gråare undersida.  
Juvenilen påminner om den adulta fågeln men har mörkare ovansida och saknar den färgstarka centrala hjässbandet. Deras stjärt- och vingfjädrar kan förbli oruggade under den första vintern. Trots detta är ungfåglarna under denna period nästan omöjliga att särskilja från adulta vid observationer i fält.
Kungsfågelns flykt är typisk och består av snabba, svirrande vingslag med enstaka hastiga riktningsändringar. Under födosöket genomför den kortare sträckor som består av en mix av dykningar och snabbt flaxande då den står still i luften. Den rör sig rastlöst ibland bladverken och kryper ofta på grenar och upp och ned för stammar.

### Förväxlingsmöjligheter

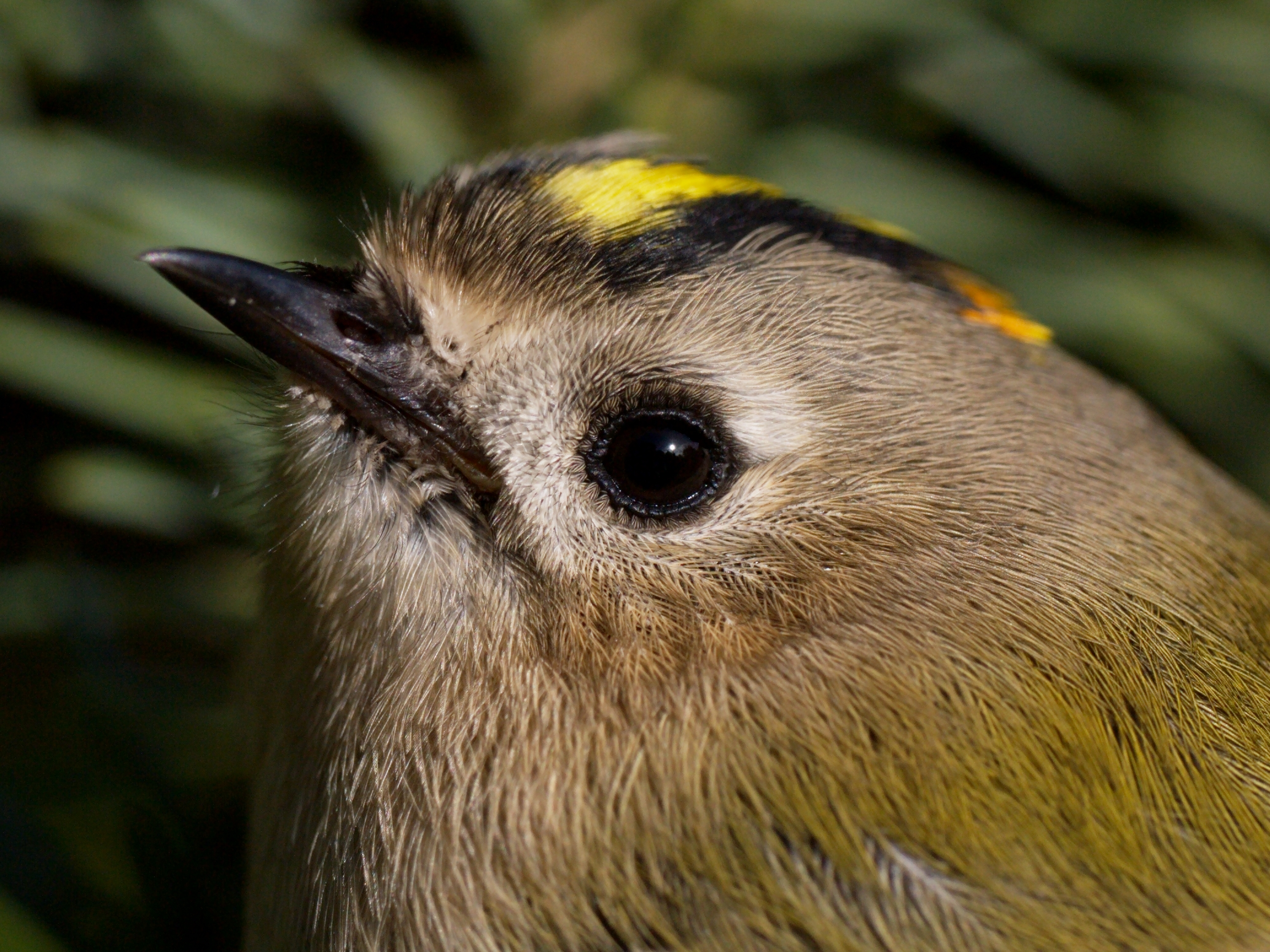
Nominatformen R. r. regulus i Belgien. Kungsfågeln har ett kraftfullt färgat centralt hjässband och ett ganska jämngrått ansikte. Lite orange syns i nacken på denna individ vilket visar att det är en hane.

Kungsfågeln är oftast lätt att skilja från andra små fågelarter som förekommer i samma område, men vid en kort observation under sämre förhållanden kan den kanske förväxlas med  brandkronad kungsfågel eller tajgasångare. 
Den adulta brandkronade kungsfågeln har dock en typisk huvudteckning med ett tydligt vitt ögonbrynsstreck och svart tygel, och juvenilen uppvisar oftast tillräckligt mycket av denna teckning för att kunna skiljas ifrån det helt gråtecknade ansiktet hos kungsfågeln. Juvenila fåglar som helt saknar teckning på huvudet kan skiljas från de flesta andra liknande arter i samma utbredningsområde genom den totala avsaknaden av ljust ögonbrynsstreck, litenheten samt att den har ljus ögonring och ljusa fjäderkanter på framförallt vingtäckarna. 
Den adulta taigasångaren skiljer sig i huvudteckning genom sitt gulaktiga ögonbrynsstreck och smala ljusa centrala hjässband. Rödkronad kungsfågel, vilket är en amerikansk kungsfågelart, och möjlig gäst i Västeuropa, skulle kunna vara svårare att särskilja. Den har också ett jämngrått ansikte men hanen har istället ett rött centralt hjässband utan anstrykning av gult och utan svart kant. Honor och juvenila saknar detta röda hjässband, men i jämförelse med juvenil kungsfågel, som också saknar hjässband, så är den amerikanska arten större, har en vit orbitalring och gulaktiga vingband.

### Läte

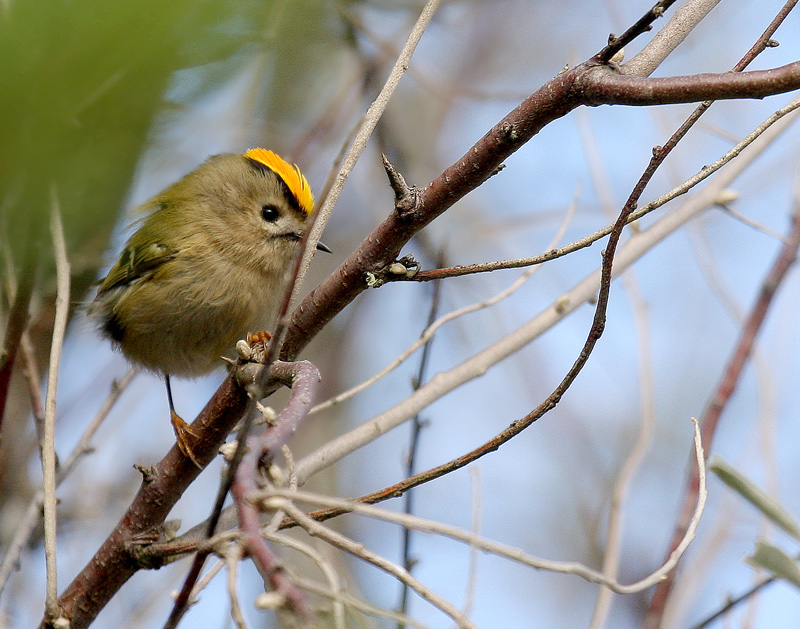
Hane som visar upp sin korta orange fjäderkam på hjässan som omgärdas av en tunn kant med gula fjädrar.

Kungsfågelns typiska kontaktläte är ett tunt, mycket högfrekvent zee som yttras varje, till var fjärde sekund, med alla toner i samma tonhöjd. Lätet är mer högfrekvent än kontaktlätet från brandkronad kungsfågel. 
Kungsfågelhanens sång är en mycket högfrekvent, tunn dubbelton cedar, som repeteras fem till sju gånger och avslutas med ett snirkligt ornament, cedarcedar-cedar-cedar-cedar-stichi-see-pee. Sångstrofen är tre till fyra sekunder lång och upprepas fem till sju gånger per minut. Sången, som ofta yttras under födosöket, kan höras under årets alla månader. Den har även en dämpad rabblande skuggsång. Det har visat sig att kungsfågelhanar ibland reagerar på uppspelning av sången från brandkronad kungsfågel, men motsatsen förekommer inte.
Över hela utbredningsområdet varierar fastlandspopulationernas sång väldigt lite, medan en stor variation har uppstått bland de isolerade bestånden på de Makaronesiska öarna. Sången skiljer sig inte bara mellan olika öar, eller i olika områden på en ö, utan vissa hanar på Azorerna kan uppvisa inte mindre än tre olika sångtyper. Dialekterna på Azorerna kan kategoriseras i två huvudgrupper, och ingen av dessa resulterar i någon respons ifrån europeiska kungsfåglar vid återuppspelning.

## Taxonomi
Kungsfåglarna är en liten grupp med tättingar som tidigare ofta, på grund av sin ytliga likhet, har inkluderats i den numera uppdelade familjen sångare, men som numera ofta behandlas som den egna familjen kungsfåglar (Regulidae) som visat sig vara genetiskt skild ifrån sångarna. Ursprunget till det vetenskapliga familje- och släktnamnet, Regulidae och Regulus, är latinets regulus, som är en diminutivform av rex, vilket betyder "kung".
Kungsfågeln beskrevs första gången taxonomiskt 1758 av Linné i hans Systema Naturae under det vetenskapliga namnet Motacilla regulus. Linné kategoriserade alltså arten som besläktad med ärlorna. 1790 flyttades arten till släktet Sylvia av den engelske naturalisten John Latham, och år 1800 till sitt nuvarande "egna" släkt av den franske zoologen Georges Cuvier.
Kungsfågelns släktskap med taiwankungsfågeln (Regulus goodfellowi) har varit källa till mycket diskussion. Ibland har den beskrivits som en underart till brandkronad kungsfågel, men dess sång påminner mer om sången hos underarter av kungsfågel som förekommer i Himalaya, och DNA-studier visar att den är närmast besläktad med kungsfågel och bara avlägset besläktad med brandkronad kungsfågel. Brandkronad kungsfågel skiljde sig ifrån kungsfågeln för 3,0–3,1 miljoner år sedan.

### Kungsfåglar på Kanarieöarna
Det har även rått diskussioner kring kungsfåglarna på Kanarieöarna. Tidigare har beståndet kategoriserats som en underart till både kungsfågel och brandkronad kungsfågel. På 1880-talet föreslog ornitologen Henry Seebohm att beståndet skulle kategoriseras som den egna arten kanariekungsfågel, vilket även den tongivande taxonomiska auktoriteten Clements et al. gjorde fram till alldeles nyligen. Studier har dock visat att kungsfåglarna på Kanarieöarna står närmare de övriga europeiska kungsfåglarna än vad de senare gör gentemot asiatiska fåglar, både vad gäller läten och genetik, och inkluderas numera allmänt i kungsfågeln.
Päckert et al. (2006) visade i en undersökning att kungsfåglarna på Kanarieöarna är tydligt uppdelade i en nordostlig grupp på Teneriffa och La Gomera, och en sydvästlig grupp på El Hierro och La Palma. Den första gruppen invaderade Kanarieöarna för 1,9–2,3 miljoner år sedan och den senare gruppen för 1,3-1,8 miljoner år sedan. Dessa båda grupper skiljer sig åt, både i morfologi och i revirläte. Päckert et al. (2006) påvisar också att det genetiska avståndet mellan dessa båda grupper är lika stort som mellan kungsfåglarna på Azorerna och den europeiska kontinenten. Gruppen bakom undersökningen lägger därför fram förslaget att dessa båda grupper ska behandlas som två underarter till kungsfågeln där populationen på Teneriffa och La Gomera kallas teneriffae och den andra gruppen ellenthalerae. Det senare vetenskapliga namnet är en hyllning till den österrikiska ornitologen Ellen Thaler och hennes forskning kring kungsfåglarnas biologi, ekologi och systematik.

### Underarter

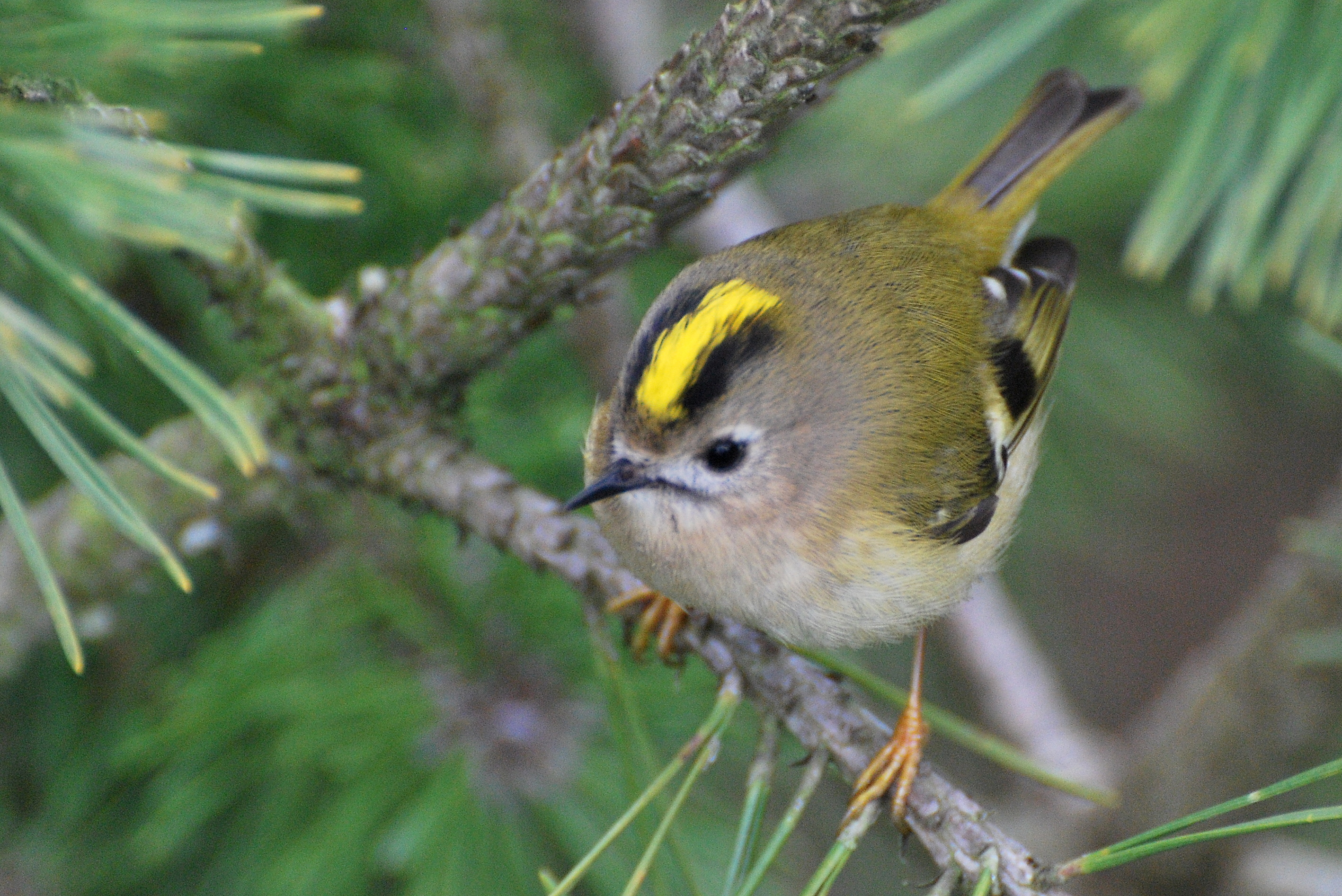
Hona av nominatformen R. r. regulus.

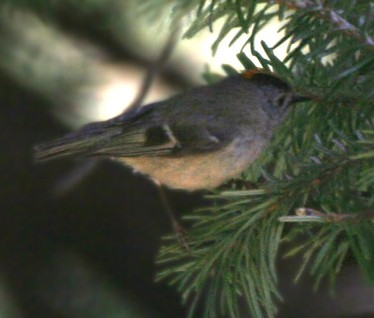
Förmodligen en hane av underarten R. r. himalayensis som är ljusare på undersidan än nominatformen i Europa.

Det finns ett flertal beskrivna underarter av kungsfågeln. Över det palearktiska fastlandet finns det nio allmänt accepterade underarter, vilka är mycket lika varandra och skiljer sig enbart i detaljer som tonen på fjäderdräkten. På en genetisk nivå är de båda centralasiatiska formerna R. r. sikkimensis och R. r. himalayensis väldigt nära varandra och särskildes evolutionärt först mycket sent, dock särskildes de båda underarterna från de västra underarterna för ungefär 2,8 miljoner år sedan.
Följande lista följer Clements et al. 2018:
- regulus-gruppen
  - europeisk kungsfågel[22] R. r. regulus (Linné, 1758) – nominatformen häckar i merparten av Europa
  - R. r. coatsi (Sushkin, 1904) – häckar i Ryssland och Centralasien; ljusare på ovansidan än nominatformen
  - R. r. buturlini (Loudon, 1911) – häckar i östra Europa, Kaukasus och Centralasien; ljusare på ovansidan och med en något mer grågrön nyans än nominatformen
  - R. r. hyrcanus (Zarudny, 1910) – häckar enbart i Iran; påminner om R. r. buturlini, men är något mörkare
  - R. r. tristis (Pleske, 1892) – häckar i Kina och Centralasien; saknar nästan helt svart inramning av det centrala hjässbandet, hjässbandet hos hanen betydligt gulare än hos andra former och undersidan avsevärt mörkare och gråare
- R. r. ellenthalarae (Päckert et al 2006) – västra Kanarieöarna (La Palma och El Hierro)
- R. r. teneriffae (Seebohm, 1883) – västcentrala Kanarieöarna (La Gomera, Teneriffa); liten och långnäbbad med svart panna och skärbrun undersida
- R. r. azoricus (Seebohm, 1883) – häckar på São Miguel, Azorerna; påminner om R. r. inermis, men undersidan har en mer olivfärgat sandig ton
- R. r. sanctaemariae (Vaurie, 1954) – häckar på Santa Maria, Azorerna; ljusare än de andra azoriska underarterna och vitaktig undertill
- R. r. inermis (Murphy & Chapin, 1929) – häckar på öarna Flores, Faial, Terceira, São Jorge och Pico i Azorerna; mörkare olivgrön än hos nominatformen och även undersidan är mörkare
- himalayensis-gruppen
  - R. r. himalayensis (Bonaparte, 1856) – häckar i Himalaya från Afghanistan till Pakistan och Nepal; mycket lik nominatformen men något ljusare på ovansidan och med vitare undersida
  - R. r. sikkimensis (Meinertzhagen R. & Meinertzhagen A., 1926) – häckar i Himalaya från Nepal till sydöstra Tibet och västra Kina; mörkare än R. r. himalayensis och grönare än nominatformen
  - R. r. japonensis (Blakiston, 1862) – häckar i östra Asien, från bergstrakter i Manchuriet till norra och östra Kina, Korea och Japan; grönare och har mörkare undersida och bredare vita vingband än nominatformen
  - R. r. yunnanensis (Rippon, 1906) – häckar i bergstrakter i västra Kina (södra Gansu och Shaanxi till Sichuan och Yunnan); påminner om R. r. sikkimensis, men är generellt mörkare med mörkgrön ovansida och mörkt sandfärgad undersida.

### Fossil
Det finns få fossila fynd av utdöda Regulus-arter från pleistocen (2,6 miljoner – 12 000 år före nutid). Det finns ett fossil av vänster ulna från 2,6–1,95  miljoner år sedan, funnet i Bulgarien, som tillhör den förhistoriska arten Regulus bulgaricus. Kungsfågelns utvecklingslinje skiljde sig ifrån denna uppenbara släkting till den brandkronade kungsfågeln under mellersta pleistocen.

## Utbredning
Kungsfågeln har en mycket stor palearktisk utbredning och häckningsområdet sträcker sig från Makaronesien till Japan. I Europa är den vanlig i mellersta och norra tempererade och boreala regionerna mellan 13:e och 24:e breddgraden, och förekommer alltså generellt i kallare klimat än brandkronad kungsfågel. Längre österut förekommer den genom södra Sibirien till Sachalin och Japan, i bergskedjan Tian Shan, norra Iran, och från Himalaya och österut till centrala Kina. Utbredningsområdet har expanderat norrut i Skottland, Norge, Sverige och Finland under 1900-talet. Arten uppträder årligen på Island och häckar oregelbundet på Färöarna. Arten har även observerats i Jordanien och Marocko.

### Flyttning

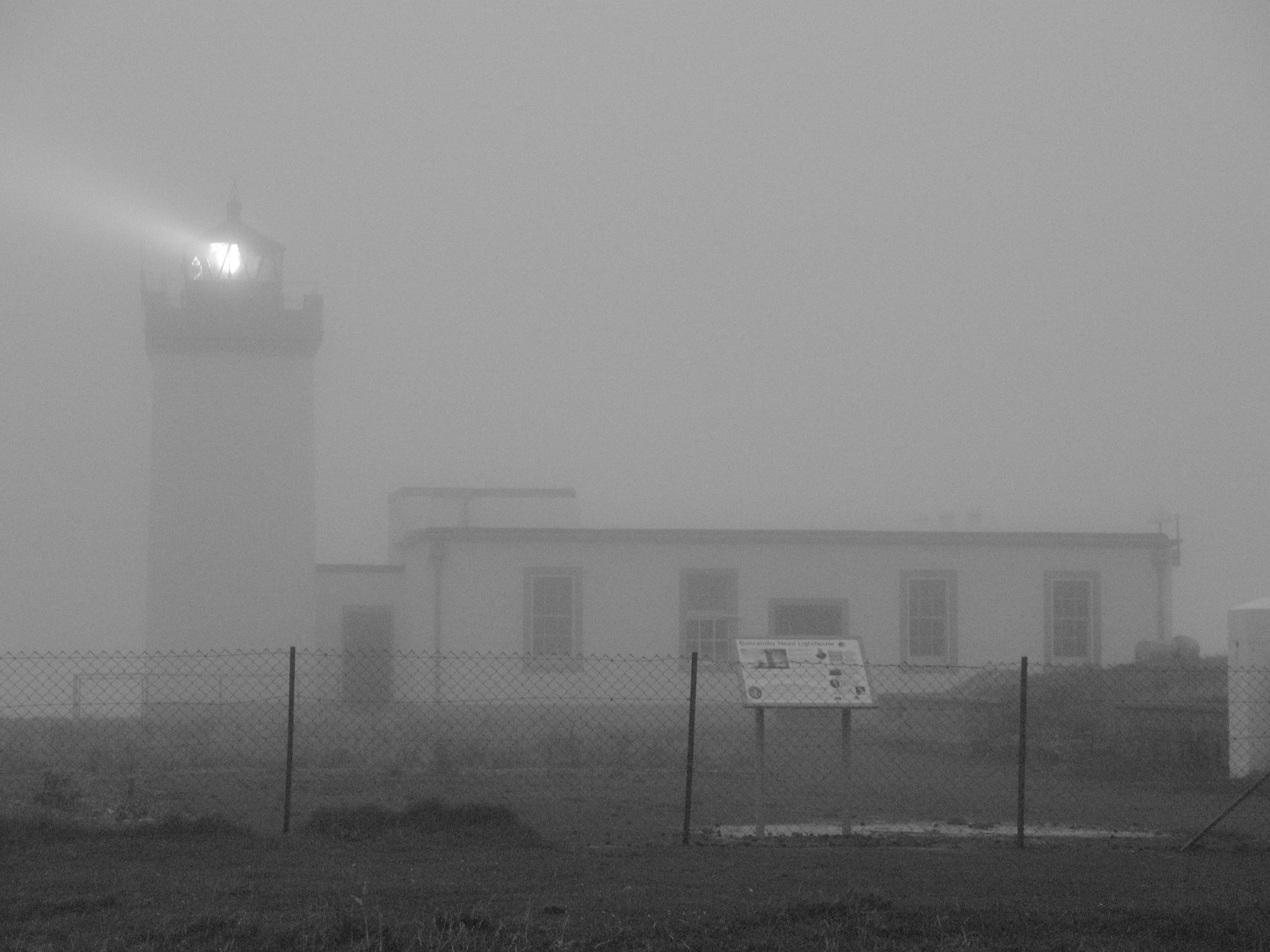
Vid dimma eller under mörka nätter kan stora mängder kungsfåglar dras till fyrar.

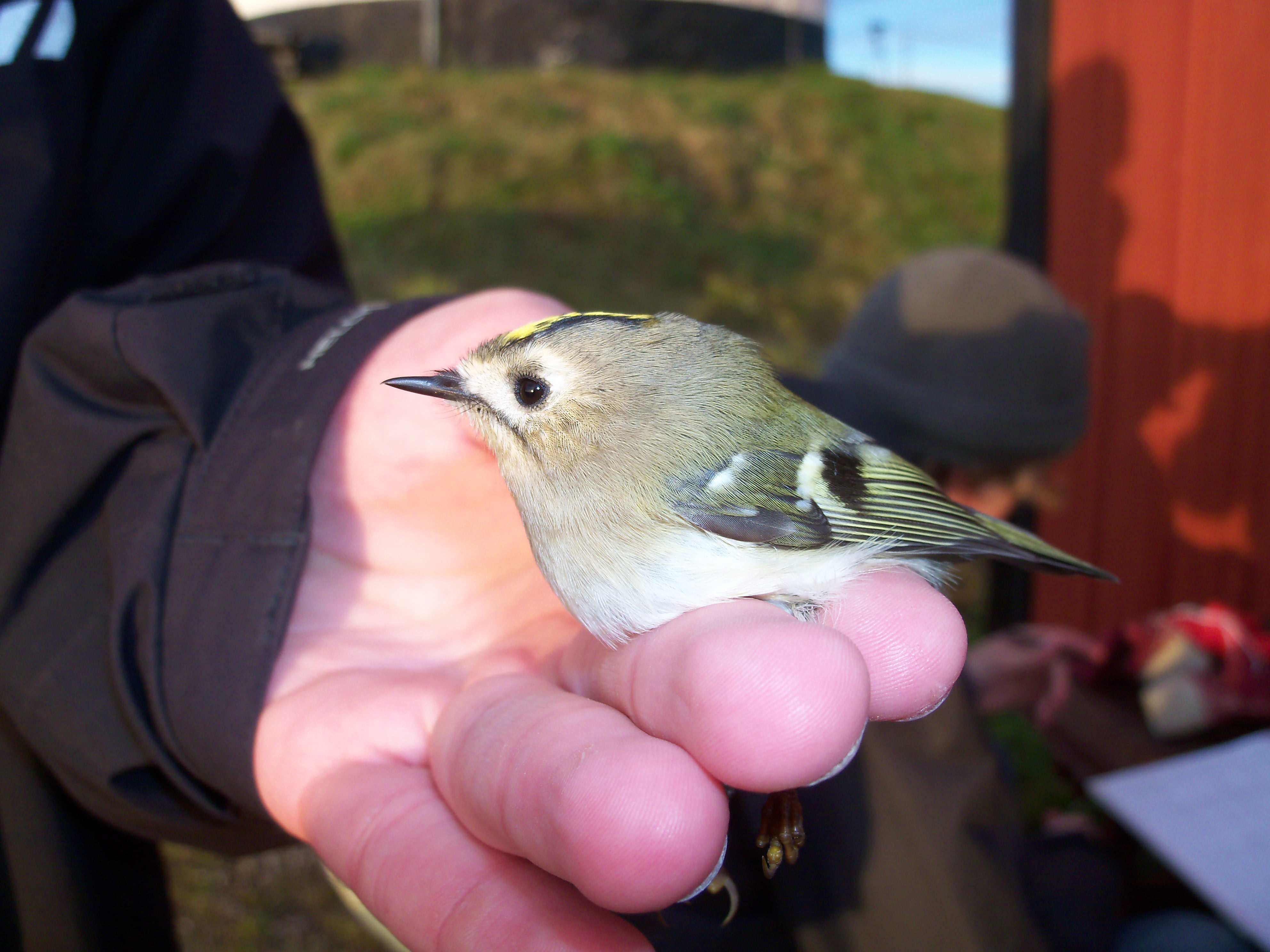
En kungsfågel ringmärkt av Landsorts fågelstation under höstflyttningen i oktober. Kungsfågeln, som ofta märks i samband med flyttningen, är en av de vanligaste ringmärkta fåglarna på Sveriges fågelstationer.

Kungsfågeln är delvis en flyttfågel där de nordligare populationerna överger sina häckningsområden under vintern. De övervintrar i Europa och Asien söder om häckningsområdet. Fåglar i norra Fennoskandia och Ryssland överger sina revir mellan augusti och början av november, där merparten lämnar sina områden i slutet av september till mitten av oktober då den första kylan sätter in. 
Ogynnsamma förhållanden kan leda till desorientering och stora antal kan samlas på skepp och fyröar vid dimma eller under mörka och regniga nätter. Historiskt stora inflog som rapporterats är exempelvis 15 000 fåglar på Isle of May i oktober 1982 och nästan 21 000 individer på en enda lokal i Lettland i september och oktober 1983.
I slutet av mars har alla flyttande kungsfåglar lämnat öarna i Medelhavet för sin resa norrut till häckningslokalerna, men vårflytten fortsätter till slutet av april eller början av maj i norra Europa. Individantalet under vårflytten är signifikant lägre än på hösten vilket indikerar en hög mortalitet under flyttningen och i vinterkvarteren.
Honorna flyttar något tidigare än hanarna. Kungsfågeln kan flyga 250–800 kilometer under en dag, men tillryggalägger avsevärt kortare sträckor vid motvind. Vid tillfällen av väderomslag eller andra ofördelaktiga flyttningsförhållanden kan utmattade och felflugna kungsfåglar uppträda mycket orädda och landa nära människor i jakt på föda.

### Förekomst i Sverige
I Sverige häckar den allmänt i stora delar av landet men mer sparsamt i de nordligaste delarna och saknas nästan helt i den nordvästra halvan av Lappland. Det svenska beståndet är till stor del stannfåglar, dock ej längst i norr, men många flyttar också till Mellaneuropa under hösten. Dessa flyttfåglar återkommer till Sverige i april (i slutet av mars längst i söder).

## Ekologi

### Biotop

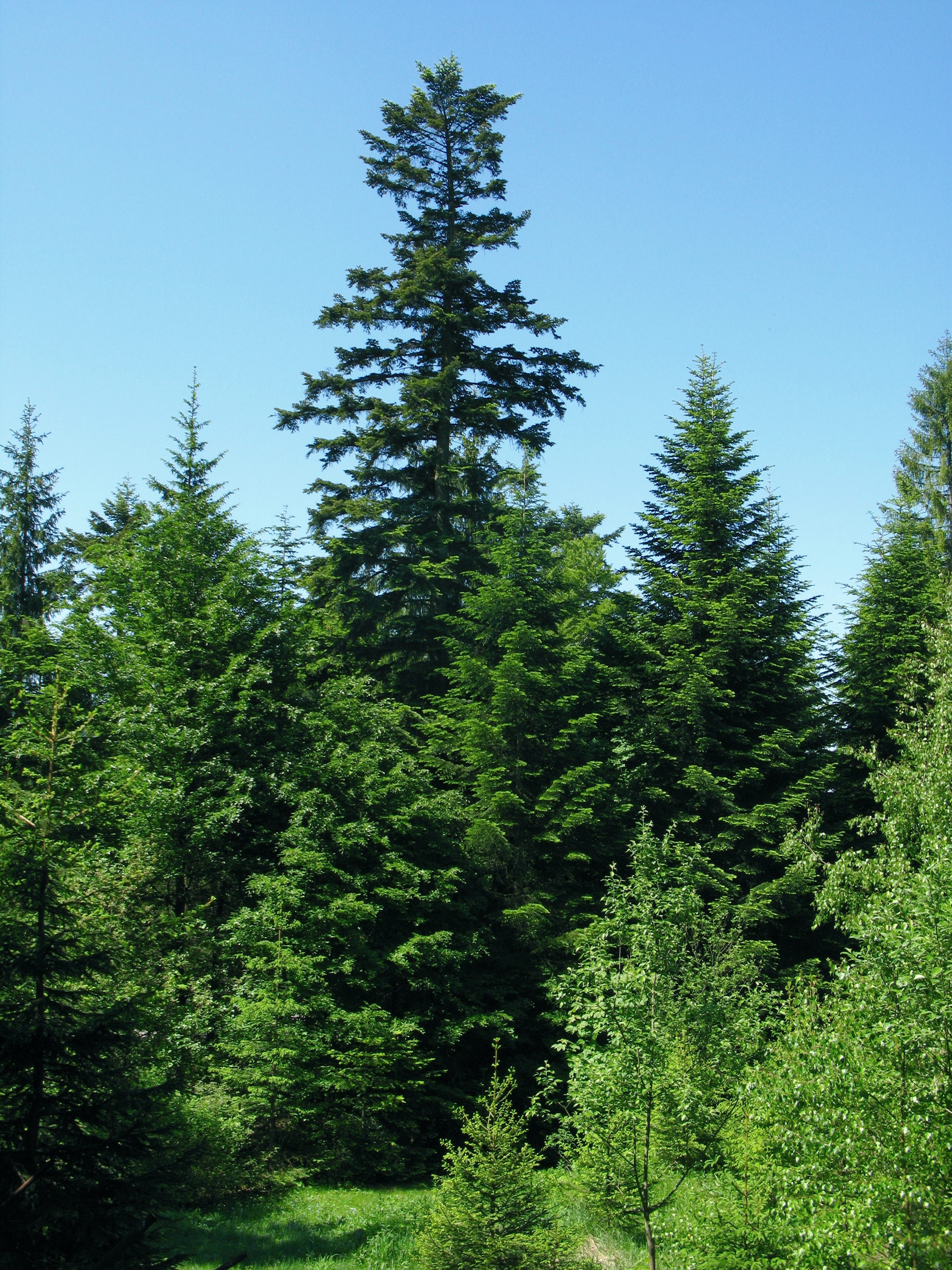
Kungsfågeln föredrar ofta att häcka i silvergran framför andra träd.

Kungsfågeln häckar i tät barrskog på lågland och i bergsskogar, främst upp till 3 000 meter över havet, och ibland upp till 4 800 meter över havet. Den placerar sitt bo i gran, lärk, tall, silvergran och bergtall, och i planteringar med introducerade barrträd som Douglasgran. Botäthet på upp till 591 par per kvadratkilometer har observerats i områden med gran på Irland. Häckning bland bredbladiga lövträd är sällsynt och förekommer bara om det även finns barrträd i området. Den häckar även i parker eller på kyrkogårdar om där finns lämpliga häckningsdungar. Undervegetationens höjd och typ spelar ingen roll för om arten ska häcka.
Till skillnad från mer specialiserade fågelarter som nötväcka och trädkrypare, som båda födosöker på trädstammar, så behöver inte kungsfågeln stora skogsområden, och populationstätheten har inte heller något samband med storleken på skogsområdet. När häckningen är över uppträder den gärna i habitat med lövträd, eller i busk- och hedmarker och liknande mer öppna biotoper.
De båda underarterna som förekommer på Teneriffa förekommer i bergsområden som tidigare bestod av laurisilvaskog, men som numera mer och mer består av  trädljung. Den är bara vanlig i denna typ av habitat och är ovanlig i barrskog om där inte finns trädljung.

### Häckning
Kungsfågeln är monogam. Hanen sjunger under häckningssäsongen, oftast under födosöket och mer sällan stillasittande på en gren. Den har ett lekbeteende som omfattar uppvisning av den resta lilla gulorange kammen på hjässan vilket sker genom att han böjer huvudet mot andra individer.
Kungsfågeln försvarar sitt revir gentemot artfränder och det förekommer också att den försvarar sitt revir gentemot brandkronad kungsfågel, men konkurrensen mellan arterna är inte särskilt stor. Bland annat hävdar den revir genom att hanen sjunger och i mötet med brandkronad kungsfågel kan den ibland blanda in den artens sång i sin repertoar. En spansk studie från 1977 argumenterar för att revirkonflikter, och andra fenomen som att hanar sjunger en blandning av sångtyper eller alternativa sångtyper, är vanligast i områden där den ena arten är mycket vanligare än den andra. I andra sammanhang verkar de ignorerar varandras sång. I mindre barrträdsområden är det dock ovanligt att båda arterna häckar och under sådana förhållanden brukar bara ena arten förekomma.
Kungsfågelns bo är en välisolerad skålformad struktur som byggs i tre lager. Det yttre lagret består av mossa, små pinnar, spindelnät och lav. Den använder även spindelnät för att förankra boet vid en tunn gren. Det mellersta lagret består av mossa som fodras med ett inre lager av fjädrar och päls. Kungsfågelns bo är större, grundare och mindre kompakt än boet av brandkronad kungsfågel, och har en inre diameter av ungefär 9 centimeter. Boet byggs av båda könen, men honan gör det mesta av arbetet. Ofta är boet inte placerat så högt upp men ornitologen Eric Simms beskriver bon som varit placerade på allt mellan 1 och 22  meter över marken. Simms har också gjort observationer av ett bo som placerats precis 1,0  meter ovanför ett sparvhöksbo.

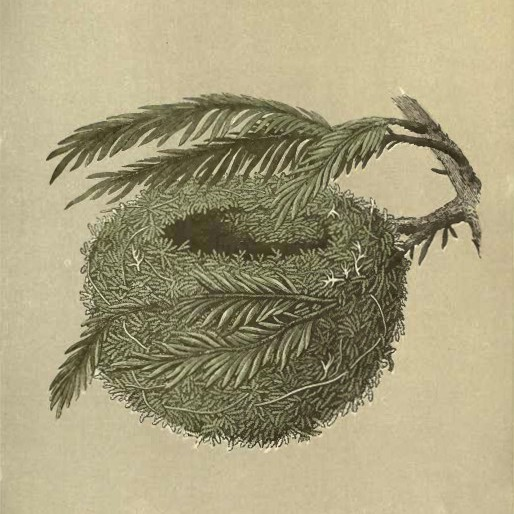
R. r. regulus
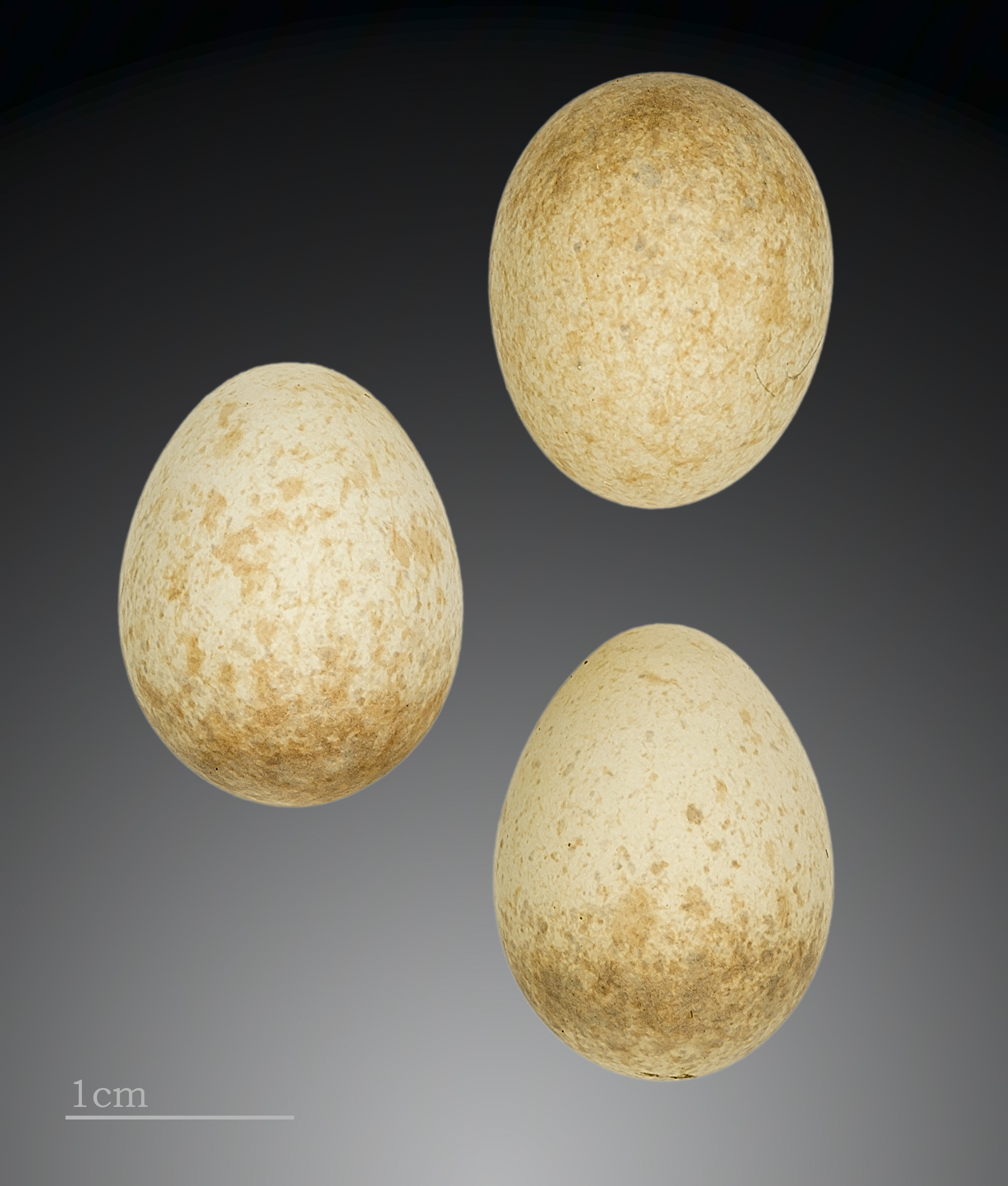
R. r. azoricus
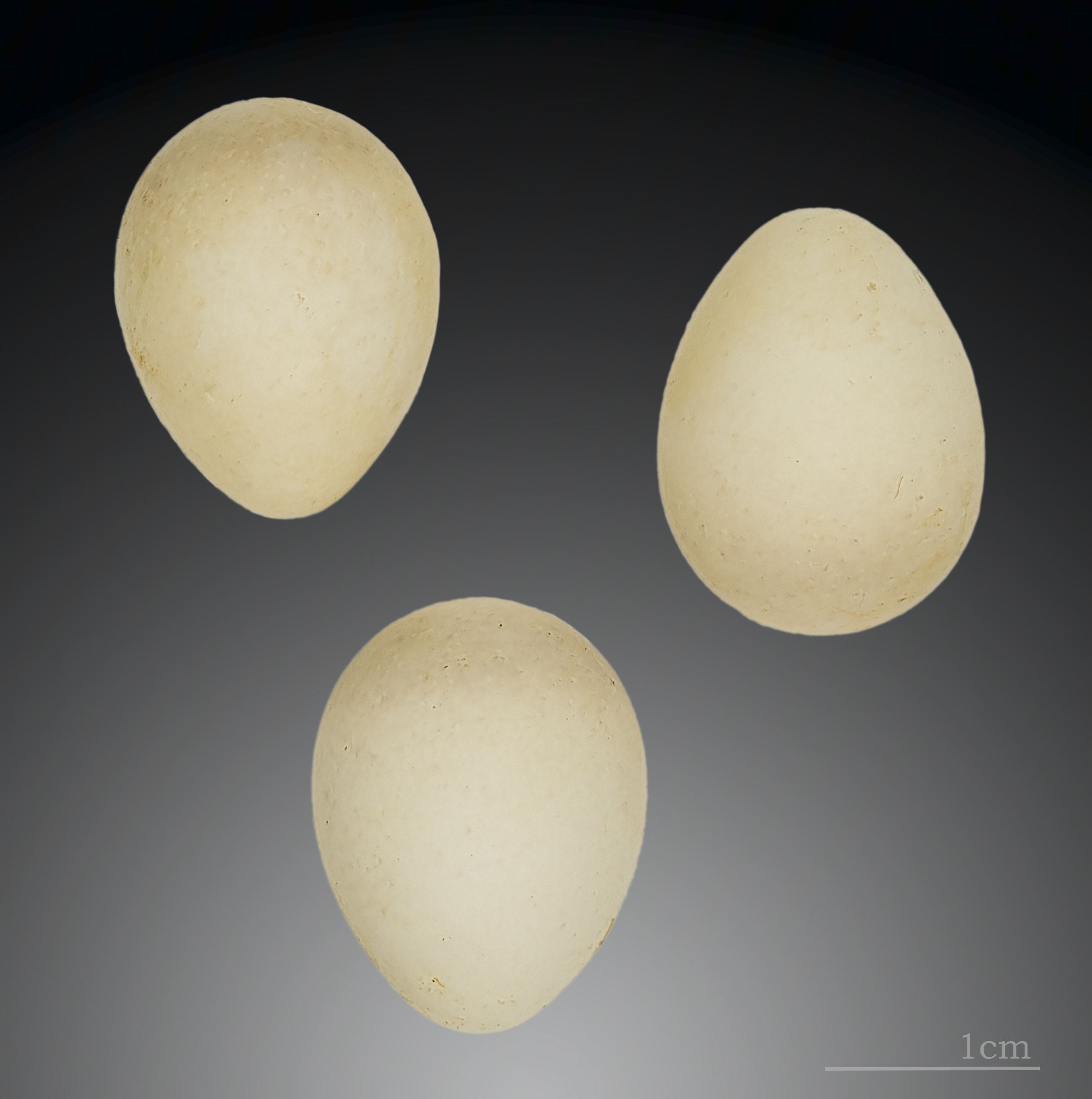
R. r. inermis
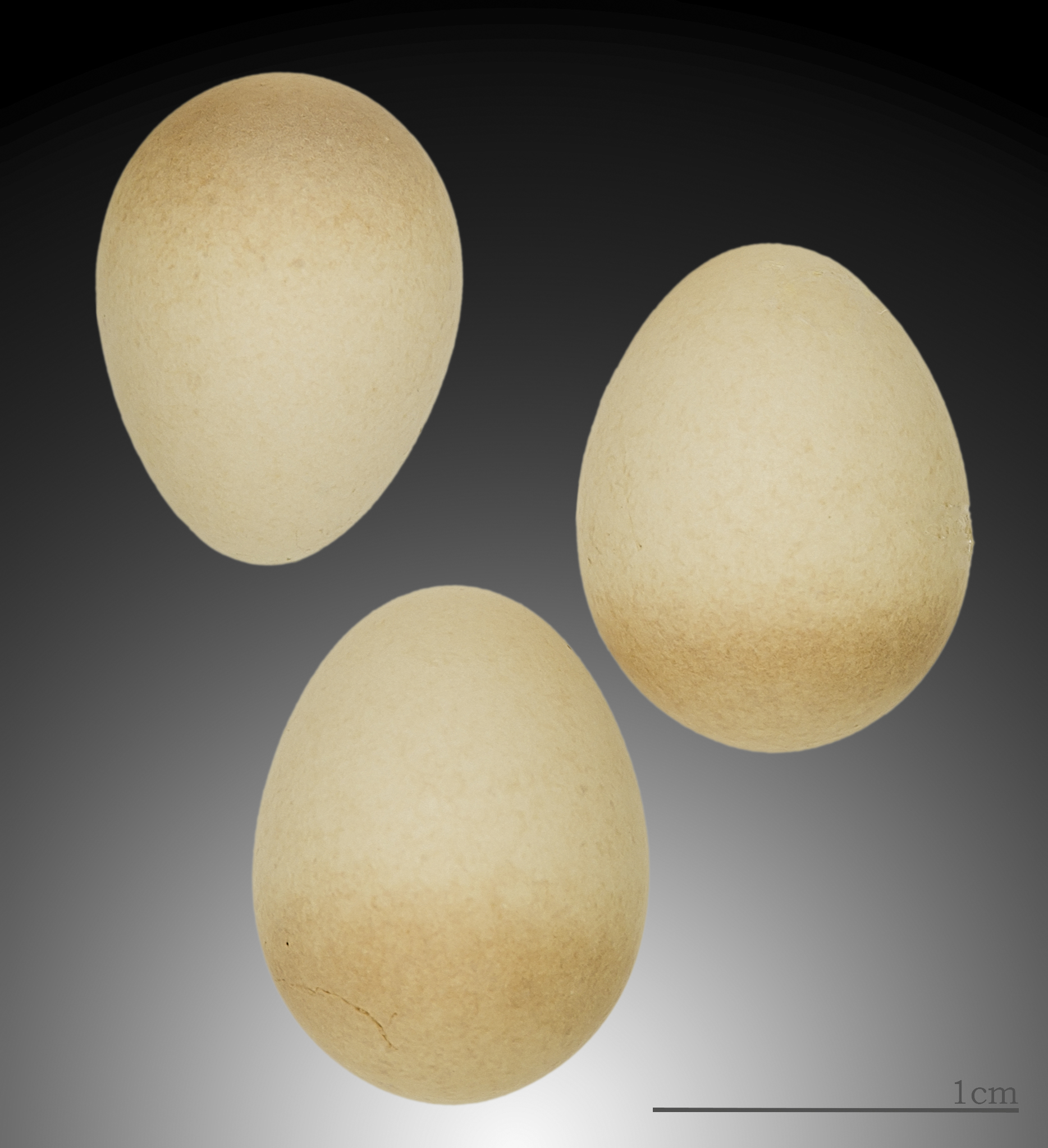
R. r. teneriffae

(Äggen på fotografierna är hämtade ur Muséum de Toulouses samling.)

Ruvningen påbörjas oftast i slutet av april och pågår fram till början av maj. Äggen är vitaktiga med gulaktiga, grå eller bruna fläckar på den bredare änden. Äggen mäter i snitt 14 × 10 millimeter och väger 0,8  gram, där fem procent utgör skalet. En typisk kullstorlek i Europa är nio till elva ägg, men det finns observationer av sex till 13 ägg. Det är honan som ruvar äggen som staplas ovanpå varandra i boet. Hon håller dem varma med hjälp av sin ruvfläck men sticker även ner sina varma ben i mitten av äggstapeln. En andra kull är vanlig och läggs oftast när första kullens ungar fortfarande är små. Hanen bygger då det andra boet, och matar sedan ungarna från första kullen medan honan ruvar andra kullen. När första kullen är flygfärdig hjälper hanen till med att mata ungarna i den andra kullen.
Honan matas oftast av hanen under tiden som hon ruvar. Hon ligger hårt på äggen och flyttar sig ogärna även om hon blir störd. Det finns observationer av honor som fortsätter ruva även när boet flyttas eller hålls i handen. Äggen ruvas under en genomsnittlig temperatur av 36,5 °C och värmen regleras genom tiden som honan ligger på äggen. Hon lämnar boet under längre perioder när lufttemperaturen är högre och ruvar hårdare när det är kallare. Honan ruvar äggen i 16–19 dagar innan de kläcks och ungarna blir flygfärdiga efter ytterligare 17–22 dagar. Båda föräldrarna matar ungarna, och under mycket varma dagar har honan observerats forsla vattendroppar i näbben till sina ungar. Kungsfågeln når sexuell mognad efter ett år och har en medellivslängd på två år, men det finns observationer av individer som blivit fyra år och tio månader.
Trots att utbredningsområdena för kungsfågel och brandkronad kungsfågel överlappar varandra i stor utsträckning så förekommer inte hybridisering mellan dessa båda arter. Detta verkar vara förhindrat genom olika häckningsbeteende och skillnader i huvudteckning. Inte ens en burfågelstudie där en hona av kungsfågel försågs med en artificiellt ögonstreck för att parning med en brandkronad kungsfågelshane skulle kunna ske, resulterade i överlevande hybrider eftersom de kläckta ungarna inte togs om hand av föräldrarna.

### Föda

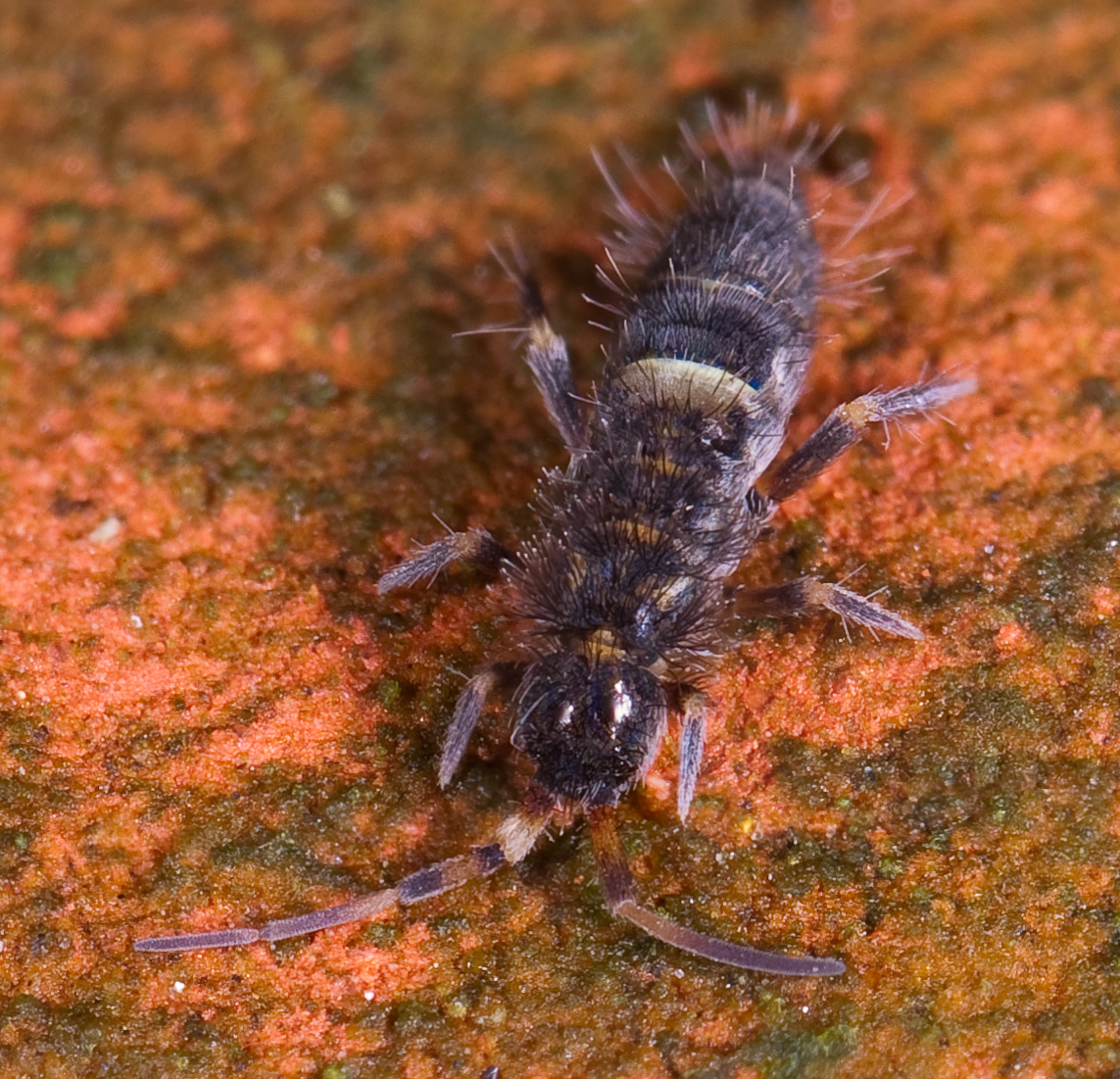
Hoppstjärtar utgör en viktig näringskälla för kungsfågeln.

Alla kungsfågelarter är till största delen insektsätare och lever av små leddjur med mjukt yttre skelett, som hoppstjärtar, bladlöss och spindlar. De lever även av kokonger och ägg av spindlar och andra insekter, och äter sällsynt även pollenkorn. Kalla vinterdagar behöver den äta så mycket som mer än en tredjedel av sin kroppsvikt.
Kungsfågeln födosöker främst i trädkronor, och tar ofta sin föda genom att med snabba vingslag nästan stå still i luften och samtidigt plocka insekter och dylikt från undersidan av grenar och blad. De tar ofta mindre byten än sin nära släkting, brandkronad kungsfågel, som istället oftast tar sina byten från ovansidan av grenar och blad. Skillnaden i födosöksteknik underlättas av subtila anatomiska skillnader. Brandkronad kungsfågel har bland annat en något bredare näbb och dess fot är bättre anpassad för att sitta på grenar, medan kungsfågelns längre baktå är en anpassning som underlättar vertikal förflyttning längs med grenar under födosöket.
Utanför häckningssäsongen håller sig mindre grupper av kungsfåglar med ett vinterrevir som de försvarar mot grannflockar av kungsfåglar. Under sina födosök i dessa vinterrevir förenar de sig däremot ofta med andra arter, som mesar och sångare. I sådana blandflockar, som kallas meståg, tenderar de lättaste arterna som kungsfågel och svartmes att födosöka i ytterkanten av trädkronorna medan större arter födosöker längre in. På så vis nyttjar de olika ekologiska nischer. I vissa områden besöker kungsfågeln fågelbord och matare för att ta talg och annat fett.

### Överlevnad vintertid
Flera små tättingar överlever kalla vinternätter genom att sänka ämnesomsättningen och försätta sig i ett hypotermiskt tillstånd, med ett maximum på 10 °C under dess normala kroppstemperatur, för att minska energiförbrukningen under natten. Under riktigt kalla nätter kan det dock, för mycket små fåglar som kungsfågeln, vara oekonomiskt ur ett energihänseende att försätta sig i hypotermi eftersom det sedan går åt mer energi för att återfå rätt kroppstemperatur igen på morgonen. En studie indikerade att välfödda kungsfåglar behåller en normal kroppstemperatur under natten genom att förbränna fett som de ätit under dagen och att de istället använder sig av ekologiska termoreglerande strategier, som att övernatta i täta flockar i buskage eller hålor i snön. Två fåglar som sover tillsammans minskar sin värmeförlust med en fjärdedel och tre fåglar med en tredjedel. Under en 18 timmar lång vinternatt, med en temperatur på nedåt −25 °C, så kan en kungsfågel som sover tätt ihop med andra artfränder, förbränna fett motsvarande 20 procent av dess kroppsvikt, för att hålla sig varm.
Flyttande kungsfåglar förlitar sig främst på lagrat fett men de förbränner även protein som en kompletterande energikälla. De individer som lyckats lagra mycket fett under hösten kan under flyttningen göra mycket korta uppehållsstopp om 1–2 dagar. Proportionen hanar ökar under flytten söderut genom Europa på grund av inomartlig konkurrens, då större aggressivare hanar lyckas ta mer föda än honorna. Därför är dödstalen lägre för hanarna än för honorna, både hos populationer av flyttfåglar och stannfåglar.

## Predatorer och parasiter
Över hela utbredningsområdet är kungsfågelns huvudpredator sparvhöken, vars diet upp till 98 procent består av fåglar. Även tornfalk, kattuggla och hornuggla jagar kungsfåglar. Häckningsparasitism hos kungsfågeln är ovanligt men det finns ett fåtal observationer där arten utsatts för detta av gök.
Kungsfågeln är värd åt den vitt spridda loppan Dasypsyllus gallinulae och åt lusen Philopterus reguli. Kvalstret Ricinus frenatus, av underordningen Amblycera, har hittats på den östra underarten R. r. japonensis i Japan och i andra änden av utbredningsområdet, hos nominatformen på Färöarna och i Spanien. Dessa parasiter rör sig över fågelns kropp och livnär sig på blod och ibland även fjädermaterial. Inom släktet Regulus förekommer även en mängd olika arter av fjäderlöss som lever av svampar som växer på fjädrarna.

## Status

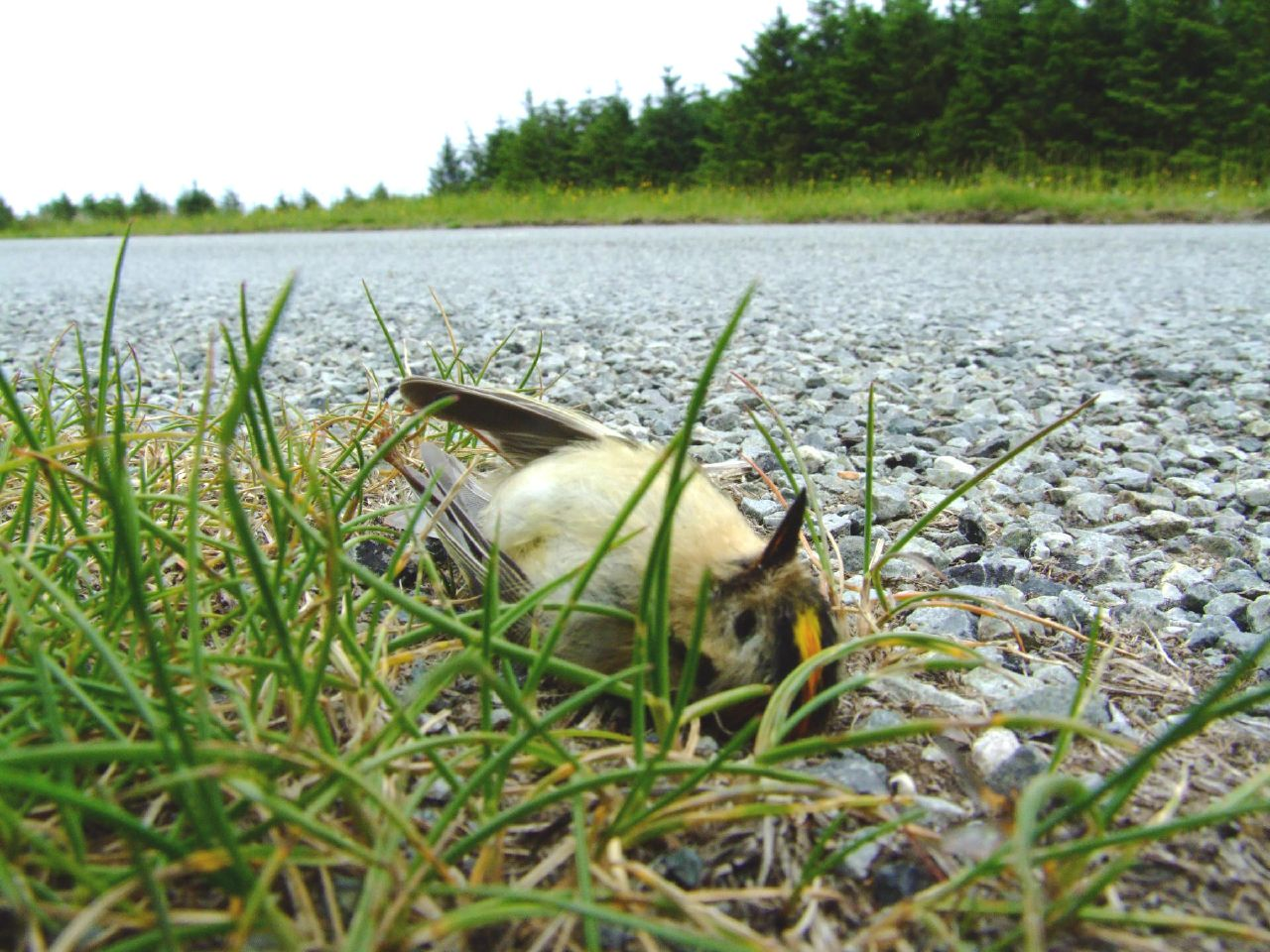
Död kungsfågel påkörd av en bil.

Kungsfågeln har ett stort utbredningsområde, som uppskattas till 13,2 miljoner kvadratkilometer, en stor global population på 80–200 miljoner individer och populationstrenden anses stabil. Utifrån dessa kriterier kategoriseras därför arten som livskraftig (LC) av IUCN. Under 1900-talet har arten spridit sig allt längre norrut vilket förmodligen främst är ett resultat av den ökade plantering av barrträd i dessa områden.
Populationsminskningar hos stannfågelbeståndet i det norra utbredningsområdet kan vara ganska stora under hårda vintrar. I en finsk studie överlevde endast var tionde individ. Även i något mildare regioner, där en större mängd kungsfåglar övervintrar, kan kalla vintrar gå hårt åt populationen och det kan ta flera år innan den återhämtat sig. År 1930 skrev den engelske ornitologen Thomas Coward:
| ”                                                                    | Fram till den hårda vintern 1916–17 var kungsfågeln vanlig och vitt spridd, och häckade i alla skogbeklädda områden på våra öar. 1920 kunde man ha satt in en dödsannons, för häckningspopulationen var praktiskt taget "utraderad". ...och under flera år, även som vinterbesökare, var kungsfågeln ovanlig, och frånvarande från de flesta av dess häckningsområden. Beståndet är dock idag helt återställt. | „ |
| – Thomas Coward, 1930, The Birds of the British Isles and Their Eggs | |   |

Omvänt kan en population öka relativt snabbt under perioder med milda vintrar. I låglänta delar av Storbritannien ökade beståndet med 48 procent efter vintern 1970–71 och flera par häckade till och med i lövskog, vilket annars är mycket ovanligt.
I Sverige minskade antalet kungsfåglar kontinuerligt sedan 1990, så pass att den listades som sårbar på 2015 års upplaga av Artdatabankens rödlista. Sedan 2020 kategoriseras den inte längre som hotad utifrån data som visar att den istället ökat i antal de senaste tio åren. Beståndet i Sverige uppskattas till mellan tre och fyra miljoner par, vilket gör den till Sveriges tredje vanligaste fågelart tillsammans med rödhaken.

## Inom kulturen
Aristoteles (384 f.Kr.–322 f.Kr.) och Plinius den äldre (23 e.Kr.–79) skrev båda om legenden med fåglarna som tävlade om vem som kunde flyga högst och därmed koras till fåglarnas konung. Till en början verkade det som om örnen lätt skulle vinna tävlingen, men när han började tröttna så lyfte en liten fågel som gömt sig under örnens stjärtfjädrar och flög ännu högre än den uttröttade örnen och gjorde därmed anspråk på titeln. Utifrån denna legend har gärdsmygen inom europeisk folkloristisk tradition ofta beskrivits som ”fåglarnas kung” men har också beskrivits som ”den som bär elden”. Dessa termer brukades även för arterna inom släktet Regulus och det eldfärgade centrala hjässbandet gör det mer troligt att det var denna art som först bar epiteten, men då legenden bara omskriver att det var ”den minsta fågeln” som blev kung, så har förmodligen begreppen även överförts på den lilla gärdsmygen. Förväxlingen beror förmodligen på en sammanblandning mellan de grekiska orden för "gärdsmyg" βασιλεύς (basileus), som betyder ’kung’, och βασιλισκος (basiliskos), som betyder ’kungsfågel’. På engelska har associationen mellan kungsfågeln och gärdsmygen förstärkts genom att kungsfågeln förr kallades "Gold-crested Wren" (ungefär: guldkammad gärdsmyg). Denna sammanblandning har resulterat i att det finns flera mycket liknande legender och berättelser om kungsfågeln och gärdsmygen. Förutom denna legend, som ibland beskrivs som orsak till dess svenska trivialnamn kungsfågel, finns berättelser om att det var en kungsfågel som gav elden till människorna. Det finns även legender om att kungsfågeln liftade på ryggen av andra större fåglar för att klara sina årliga förflyttningar, bland annat skulle de resa på detta sätt med hjälp av ugglor. Det finns även på många håll i Europa berättelser om att det innebär olycka att skada en kungsfågel.
Den lilla kungsfågeln har annars haft liten inverkan på litteraturen. Den omskrivs dock i Charles Tennyson Turners korta dikt "The Gold-crested Wren" som publicerades 1868.

### Engelska originalcitat
1. ↑  Until the severe winter of 1916–17 the Goldcrest was abundant and widespread, nesting in all the wooded portions of our islands; in 1920 it could have little more than an obituary notice, for the nesting stock was practically "wiped out. " ...and for some years, even as a winter visitor, the Goldcrest remained rare, absent from most of its nesting haunts. It is, however, now fully re-established.